# 김우진 (1980년)
김우진(한국 한자: 金佑振, 1980년 4월 19일 ~ )은 대한민국의 전 축구 선수이며, 포지션은 미드필더였다.